# Tělovýchovná jednota Sparta ČKD Praha 1980-1981
Questa voce raccoglie le informazioni riguardanti il Tělovýchovná jednota Sparta ČKD Praha nelle competizioni ufficiali della stagione 1980-1981.

## Stagione
La società praghese raggiunge il quarto posto in campionato, ottenendo l'accesso alla Coppa UEFA 1981-1982. Nella Coppa delle Coppe UEFA, estromette subite lo Spora Lussemburgo con un doppio 6-0, prima di farsi eliminare dallo Slavia Sofia (2-0 a Praga, 0-3 a Sofia) agli ottavi di finale.

## Calciomercato
Pollák trascorre una sola stagione allo Sparta prima di essere ceduto agli austriaci dell'Austria Salisburgo. Beznoska viene ceduto al Tábor. Arriva a gennaio del 1981 dal České Budějovice Zbyněk Houška.

## Rosa
| N. |                           | Ruolo | Calciatore       |
| -- | ------------------------- | ----- | ---------------- |
|    | Cecoslovacchia (bandiera) | P     | Miroslav Koubek  |
|    | Cecoslovacchia (bandiera) | D     | Jaroslav Kotec   |
|    | Cecoslovacchia (bandiera) | D     | Zdeněk Ščasný    |
|    | Cecoslovacchia (bandiera) | D     | František Straka |
|    | Cecoslovacchia (bandiera) | C     | Tomáš Stranský   |

| N. |                           | Ruolo | Calciatore    |
| -- | ------------------------- | ----- | ------------- |
|    | Cecoslovacchia (bandiera) | C     | Josef Jarolím |
|    | Cecoslovacchia (bandiera) | A     | Václav Kotal  |
|    | Cecoslovacchia (bandiera) | A     | Zbyněk Houška |
|    | Cecoslovacchia (bandiera) | A     | Petr Slany    |